# Port lotniczy Mikołajów
Port lotniczy Mikołajów (ukr. Міжнародний аеропорт Миколаїв, ang. International Airport Mykolaiv, kod IATA: NLV, kod ICAO: UKON) – port lotniczy w Mikołajowie, na Ukrainie. 

## Linie lotnicze i połączenia
Od 24 lutego 2022 r. wszystkie loty pasażerskie zostały zawieszone na czas nieokreślony. 
| Linia Lotnicza      | Kierunek                                        |
| ------------------- | ----------------------------------------------- |
| Motor-Sicz Airlines | 1. Kijów-Żulany                                 |
| SkyUp Airlines      | Sezonowe czartery: 1. Antalya 2. Szarm el-Szejk |
| Windrose Aviation   | Sezonowo: 1. Kijów-Boryspol                     |